# Хачемзий
Хачемзий (рос. Хачемзий; адиг. ХьакІэмзый) — аул Кошехабльського району Адигеї Росії. Входить до складу Дмитрієвського сільського поселення.
Населення — 685 осіб (2015 рік).

## Географія
Знаходиться у степовій зоні, на лівому березі річки Фарс, за 6 км на захід від центру сільського поселення селища Дружба.

## Вулиці
Усього 14 вулиць:
- Східна,
- Інтернаціональний провулок,
- Кірова,
- Комсомольська,
- Крилова,
- Леніна,
- Лермонтова,
- Островського,
- Піонерська,
- Пушкіна,
- Річкова,
- Степова,
- Шкільна,
- Енгельса.